# 空真流
空眞流空手道（くうしんりゅうからてどう）は、上島三之助清忠（1893年3月30日 - 1987年）が創始した空手道の流派。伝統派空手のひとつである。神道自然流と共に日本古武道空手道混成派生流派とされる。

## 来歴
今真流柔捕術第10代で、九鬼神流棒術も修行した上島三之助清忠は大正末期に大阪で本部朝基より空手を学んだ（出典『沖縄拳法 唐手術 組手編』本部朝基著　大正15年5月５日発行）。　　　　　　　　　　　　　　　　　　　　　　　　　　　　　　　　　　　　　　　　　　　　　　　　　　　　　1932年、空手に九鬼神流棒術を加味して空眞流空手道を開いた。　　　　　　　　　　　　　　　　　　　　　　　　　　　　　　　　　　　　　　　　　　　　　　　　　　　　　　　　　　　　　　　　　　　　　　　　　　　　　　　　　　1937年には金城兼盛（空慎流空手開祖。1934年、摩文仁賢和より師範免許を受有。剛柔流、小林流 。　出典『沖縄空手古武道事典』2008年8月発行）に空慎流空手を学んで、空真流を発展させた。、
1939年7月、上島が大日本武徳会より3番目となる空手術教士の称号を受有している。　※1937年５月に大日本武徳会より宮城長順 （剛柔流の創設者）および小西康裕（神道自然流開祖）が空手術教士の称号を初めて授与（出典『大日本武徳会 範士教士錬士名鑑』昭和16年４月発行）。
この流派の棒術は「本土の棒術」である九鬼神流棒術を基にしているため、空手に伝えられていることが多い「沖縄武術の棒術」とは異なっている。現在は松崎寳龍が第2代宗家をつとめている。